# Prismell
Koordinaten: 45° 50′ N, 7° 57′ O

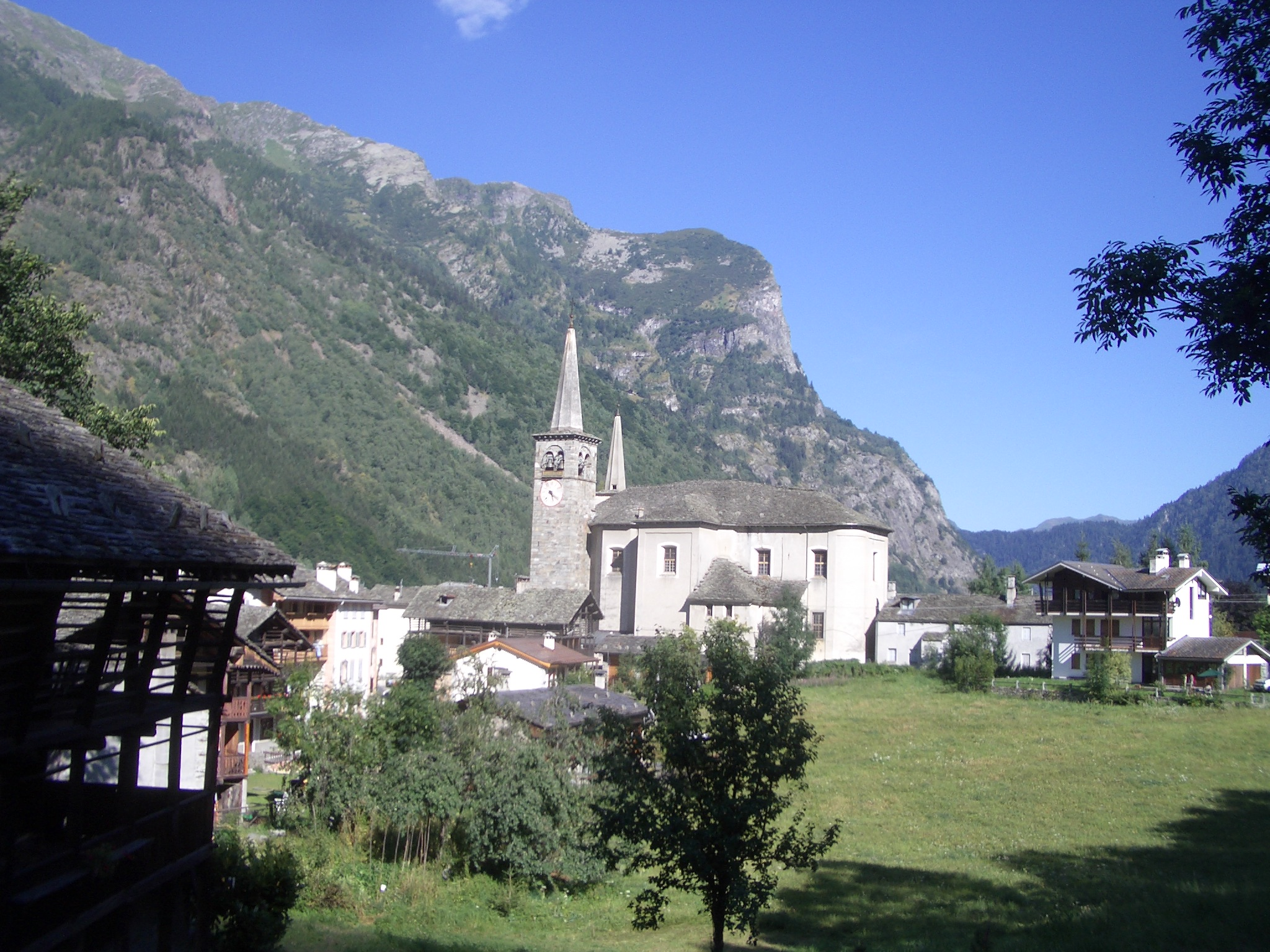
Kirche in Riva, 2007

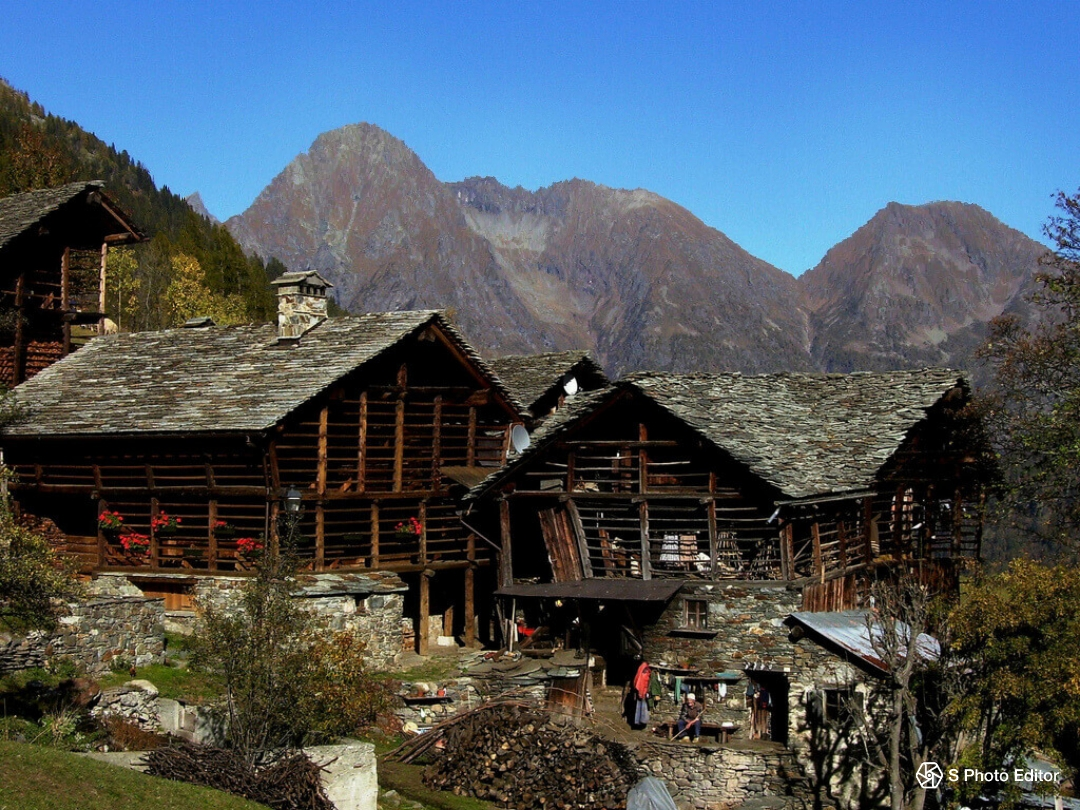
Walserhäuser in Riva, 2020

Prismell (walserdeutsch Presmell) war eine Walsergemeinde im Valsesia (Tseschrutol, Tal der Sesia) in Piemont. Hauptort der ehemaligen auch Pietre Gemelle genannten Gemeinde war Riva (Rifu) der andere bedeutende Ort Alagna (Lannja, Im Land). Aus den Orten kamen im 16. Jahrhundert Baumeister und Steinmetze, die als Prismeller Baumeister (italienisch Maestri Prismellesi) weithin bekannt wurden.
Im Januar 2019 kam die Gemeinde Riva Valdobbia zur Gemeinde Alagna Valsesia. Die Gemeinde umfasst seitdem 52 Fraktionen (Ortschaften) und gehört zur italienischen Provinz Vercelli (VC).

## Geographie
Die Orte liegen im Tal der Sesia und den Seitentälern ihrer Zuflüsse. Alagna auf einer Höhe von 1154 m s.l.m., das zwei Kilometer entfernte Riva auf 1112 m s.l.m.. Das benachbarte Rima (Arrimmu) der Gemeinde Rima San Giuseppe ist mit 1417 m s.l.m. die höchstgelegene Siedlung im Valsesia.

## Geschichte
Ende des 13. Jahrhunderts kamen Walser über die Pässe des Monte Rosa ins Tal der Sesia und siedelten dort in Gebieten des Klosters San Nazzaro (Abbazia dei Santi Nazario e Celso). Ihre Namen sind durch Ansiedlungsgenehmigungen und Konzessionen in Urkunden des frühen 14. Jahrhunderts nachgewiesen. Erste Walser kamen aus Gressoney-Saint-Jean (Greschòney zer Chilchu) über das Val Vogna. Diese Verbindung wird auch durch einige Familiennamen bestätigt. Die Siedler gründeten viele kleine Orte und besiedelten die Almen. Daraus entstanden später die heutigen Fraktionen.
Viele Männer zogen im Sommer ins Ausland und arbeiteten dort als Maurer, Schreiner oder Bearbeiter von Hartzinn. Die Prismeller Bauern und Bauleute wurden im 16. Jahrhundert als Holzbildhauer, Steinmetze und Baumeister bekannt. Der Kunsthistoriker Casimiro Debiaggi hat etwa 200 Meister aus Prismell erfasst. Sie haben auf dem Gebiet der heutigen Schweiz bedeutende Bauten der Spätgotik und Renaissance errichtet. Rima ist bis heute mit der Kunst des Stuckmarmors verbunden.

## Museen
In Alagna und Riva:

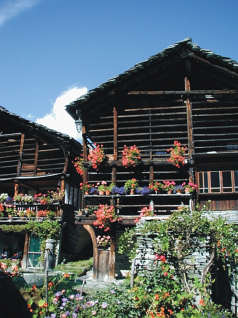
Walsermuseum in Pedemonte

- Ecomuseo della Valle Vogna, ethnographisches Museum zur Kultur der Walser in Rabernardo
- Casa Museo Walser, Walsermuseum in Pedemonte (Z’Kantmud, Pè de Mud), Gebäude aus dem Jahr 1628

In Rima San Giuseppe:
- Casa del Marmo Artificiale in Rima
- Museo Gipsoteca „Pietro Della Vedova“ in Rima
- Museo Naturalistico del Parco Naturale Alta Valsesia in Carcoforo

## Persönlichkeiten
- Ulrich Ruffiner (* vor 1483 in Fun d’Rùfinu (Rusa); † nach 1549), Baumeister im Wallis
- Daniel Heintz der Ältere (* um 1530–35; † 1596), Baumeister und Bildhauer in Basel und Bern
- Anton Isenmann (Meister Anthoni, * vor 1560; † nach 1612), Steinmetz und Werkmeister in der Schweiz.

## Belege
1. 1 2 3  walser-alps.eu: Die Walser in Vercelli. (abgerufen am 8. August 2023)